# Fausto Desalu
Eseosa "Fausto" Desalu (født 19. februar 1994) er en italiensk atlet, der konkurrerer i sprintløb.
Han repræsenterede Italien under sommer-OL 2016 i Rio de Janeiro, hvor han blev elimineret i det indledende heat på 200 meter løb.
I 2021 repræsenterede han Italien under sommer-OL 2020 i Tokyo på 200 meter, hvor han blev elimineret i semifinalen. Han vandt en guldmedalje i 4×100 m stafet.